# 큰머리캥거루쥐
큰머리캥거루쥐 또는 오위히강캥거루쥐(Microdipodops megacephalus)는 주머니생쥐과에 속하는 설치류의 일종이다. 미국 캘리포니아주, 아이다호주, 네바다주, 오리건주, 유타주에서 발견된다.

## 특징
큰머리캥거루쥐는 강한 뒷발을 가지고 있으며, 이동할 때 오스트레일리아의 캥거루처럼 뒷발로 깡충 뛰는 방법을 사용한다. 쥐목 주머니생쥐과에 속한다. 확대된 청각융기 때문에 몸 크기에 비해 머리가 크다. 비교적 짧은 목과 큰 귀, 눈에 띄는 눈, 긴 주둥이, 긴 콧수염 그리고 통통하고 털이 덮힌 꼬리를 갖고 있다. 큰머리캥거루쥐의 털은 길고 부드러우며, 등 쪽은 갈색과 회색빛 검은색을 띠는 반면에 배 쪽은 회색 또는 희끄무레한 색조를 띤다.
꼬리는 중간 부분이 부풀어있다(지방 저장소). 지방 저장소는 동면을 위한 에너지로 사용하기 때문에 계절 변화에 따라 다양하다. 꼬리는 동면에 들어가지 전에 가장 두껍고, 동면에서 나와 정상적인 활동을 하는 봄에 가장 가늘다. 북아메리카의 소형 포유류 중에서 독특한 종이다. 광대뼈 폭을 제외하고는 암수의 차이가 크지 않다. 뒷다리 길이와 두개골 측정값, 하악 길이는 거의 차이가 없지만, 몸무게는 개체군 안에서 아주 다양하다. 전체 길이 범위는 138~177mm, 평균 길이는 160mm이고, 꼬리 길이는 68~103mm이다. 뒷발 길이는 23~27mm, 성체의 몸무게 범위는 10~16.9g이고 평균 몸무게는 13.1g이다.

## 분포 및 서식지
큰머리캥거루쥐는 미국 서부(오리건주 남동부, 캘리포니아주 북동부와 중부 및 동부, 네바다주, 아이다호주의 남서부 극단, 유타주 서부-중부)의 토착종이다. 서식지는 단단하지 않은 모래와 자갈(소노라 생물 분포대 상부에서 발견되는) 지대이다. 비교적 널리 분포하기 때문에 국제 자연 보전 연맹(IUCN) 적색 목록에서 "관심대상종"으로 분류하고 있지만, 근대 농업의 발달로 인한 서식지 감소 때문에 개체수가 약간 감소하고 있다. 주요 포식자는 올빼미와 여우, 오소리, 뱀 등이다.